# Красный Городок (Вышневолоцкий район)
Красный Городок — опустевшая деревня в Вышневолоцком городском округе Тверской области.

## География
Находится в центральной части Тверской области на расстоянии приблизительно 16 км по прямой на юго-восток от вокзала железнодорожной станции Вышний Волочёк в полукилометре на юго-запад от деревни Смородино в поле.

## История
Деревня была отмечена на карте 1982 года. До 2019 года входила в состав ныне упразднённого Холохоленского сельского поселения Вышневолоцкого муниципального района. Ныне представляет собой урочище.

## Население
Численность населения не была учтена как в 2002 году, так и в 2010.